# Мондрагон (Воклюз)
Мондраго́н (фр. Mondragon) — коммуна во французском департаменте Воклюз региона Прованс — Альпы — Лазурный Берег. Относится к кантону Боллен.

## Географическое положение

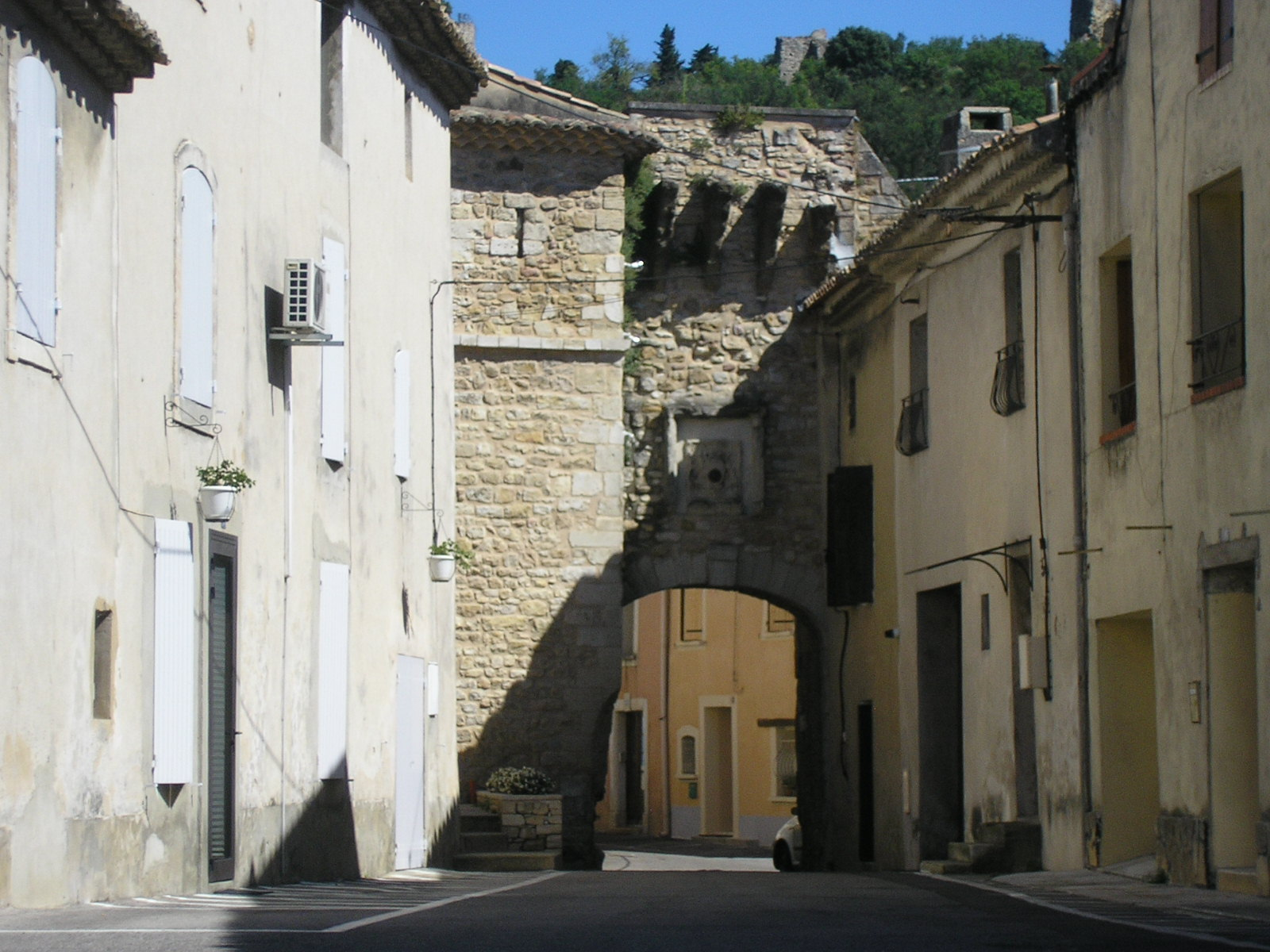
Городские ворота Мондрагона.

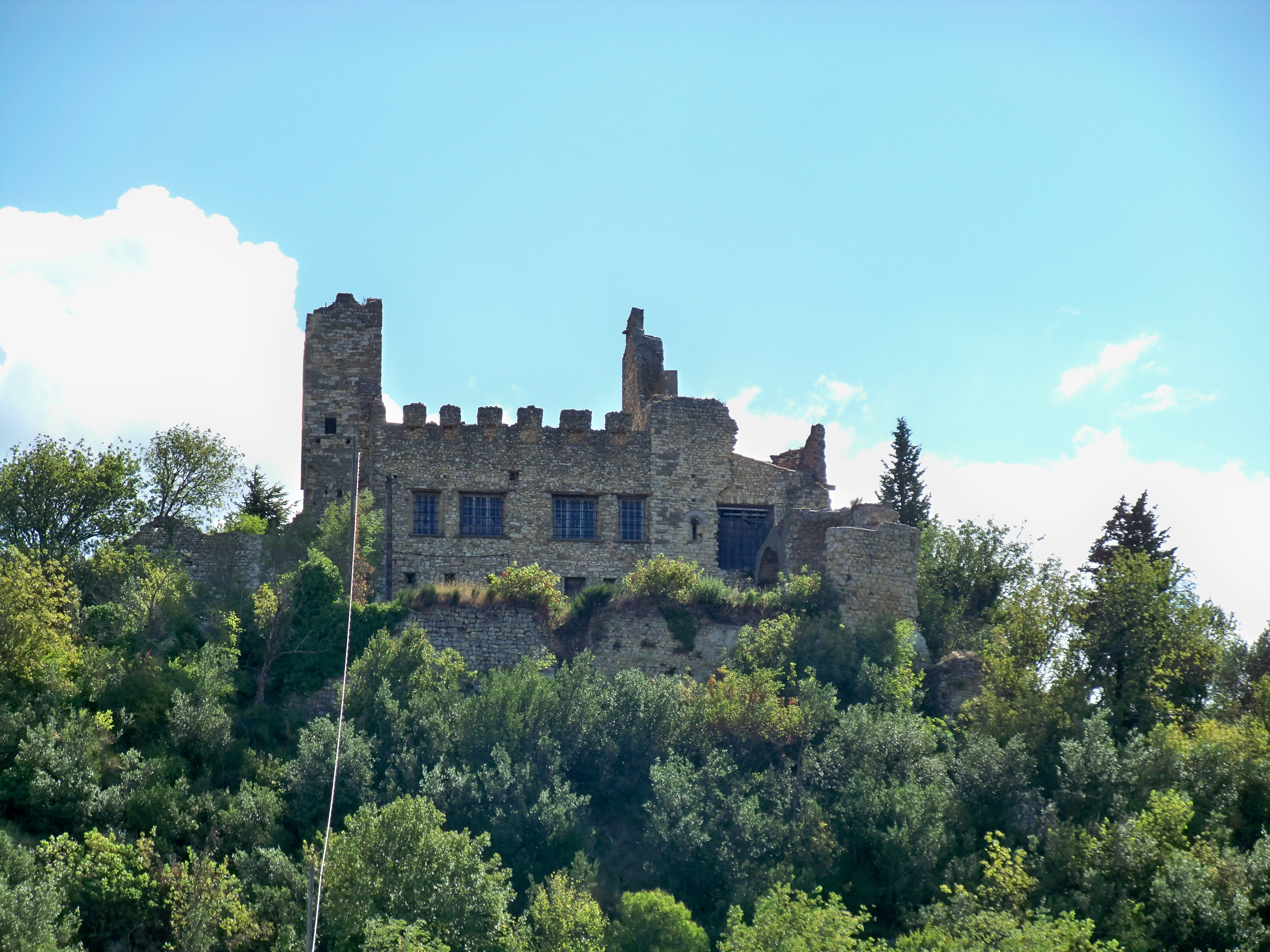
Замок Мондрагон.

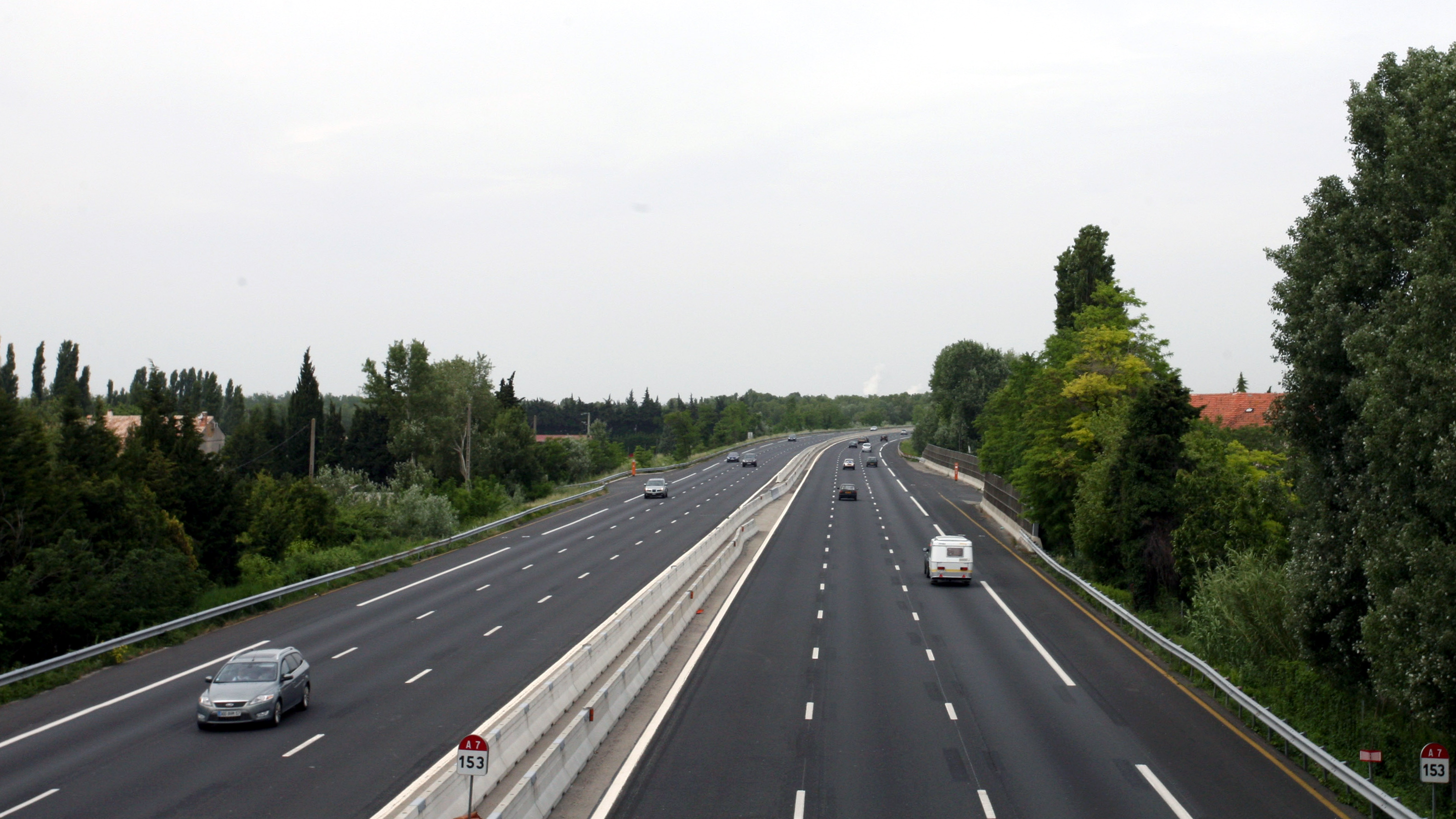
Национальная дорога RN 7 в окрестностях Мондрагона.

Мондрагон расположен в 34 км к северу от Авиньона. Соседние коммуны: Боллен на севере, Юшо на юго-востоке, Морнас на юге, Венежан и Сен-Назер на юго-западе, Сент-Александр и Пон-Сент-Эспри на западе, Ламотт-дю-Рон на северо-западе.

### Гидрография
С севера на юг к западу от города протекают Рона и параллельный ей канал Донзер — Мондрагон, на западной окраине течёт приток Роны Ле. Через город проходит канал Пьерелатт. Кроме этого, через Мондрагон с юга протекает ручей Валадас, на уровне старого острова расположен пруд, а с юго-запада тянутся небольшие ирригационные каналы. 

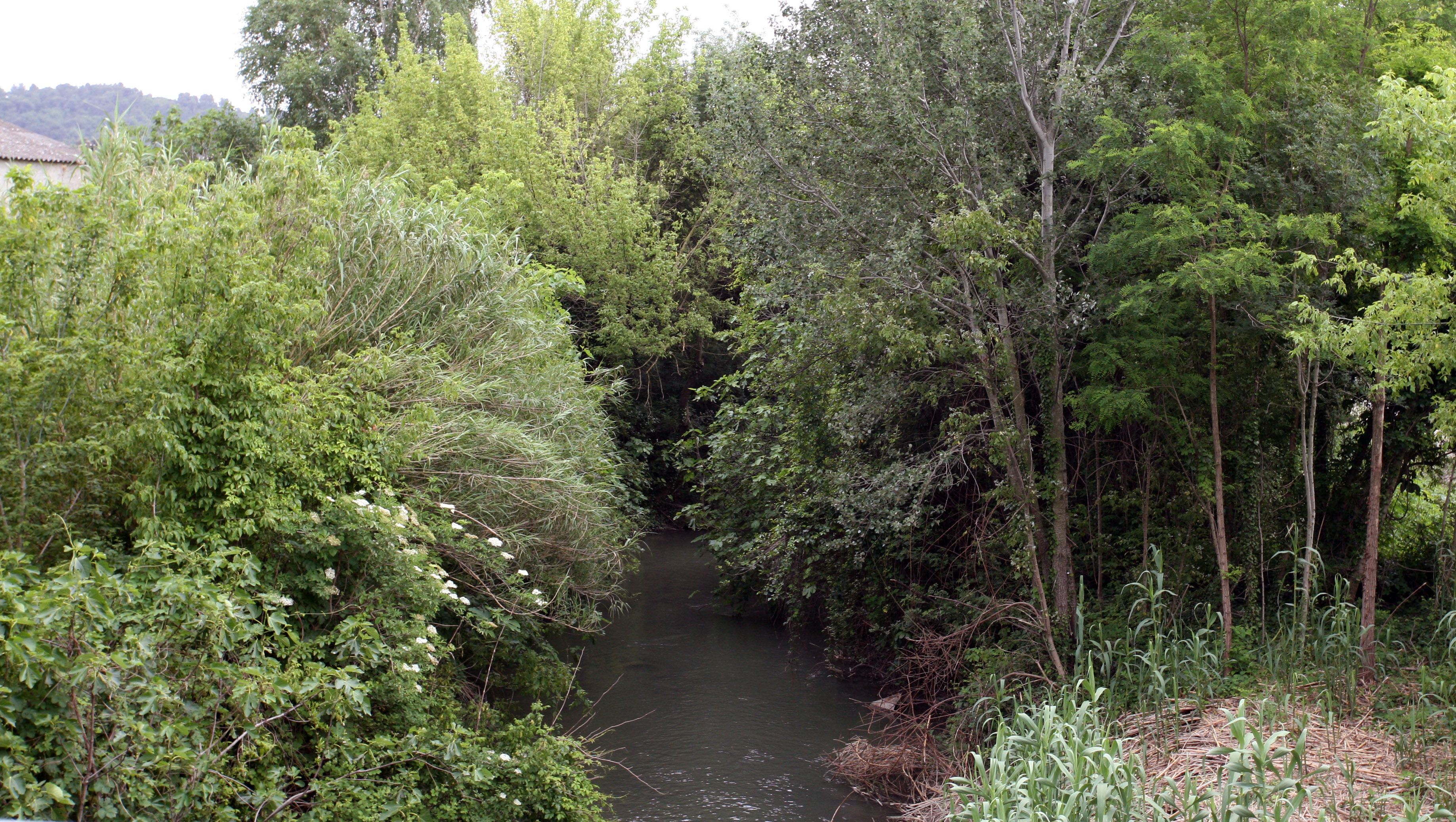
Ле, приток Роны
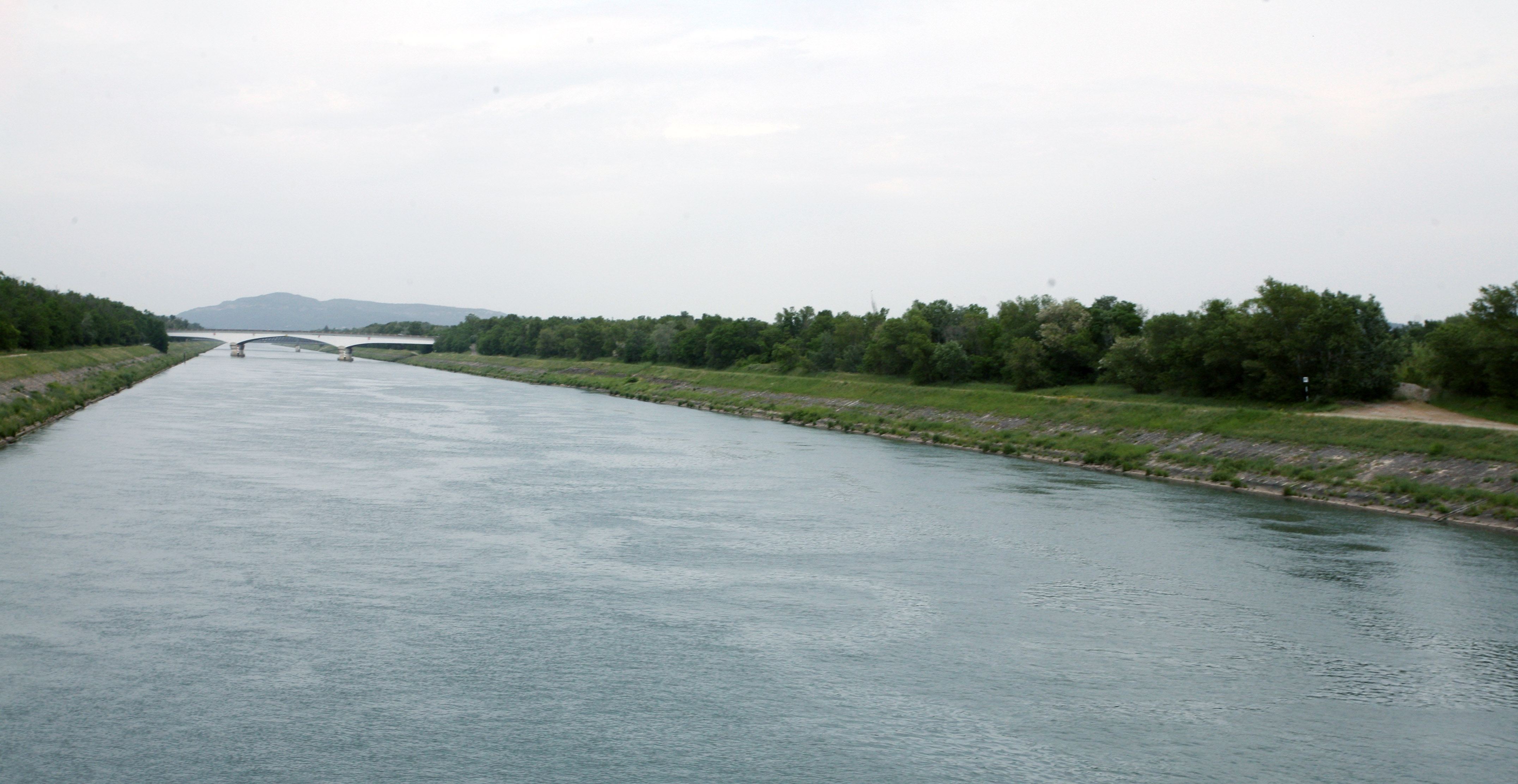
Канал Донзер — Мондрагон

## Демография
Население коммуны на 2010 год составляло 3691 человек.
| 1962 | 1968 | 1975 | 1982 | 1990 | 1999 | 2010 |
| ---- | ---- | ---- | ---- | ---- | ---- | ---- |
| 1945 | 2592 | 2399 | 2913 | 3118 | 3353 | 3691 |

## Достопримечательности
- Замок Мондрагон.
- Усадьба де Сюз, XIV век, фасад в стиле Возрождения.
- Развалины замка де Драгоне, XII век.